# 内骨格

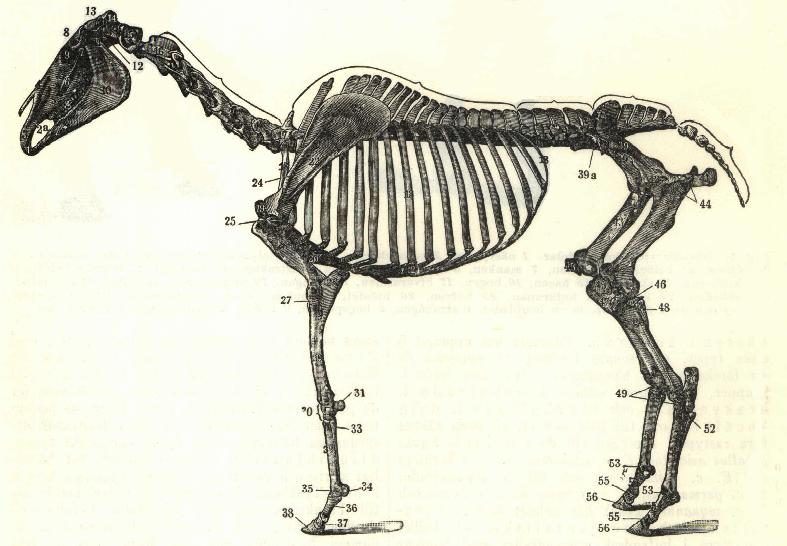
ウマの骨格

内骨格（ないこっかく、英語: endoskeleton）とは、動物の骨格構造の一つであり、骨格を体内にもつ構造をさす。外骨格の対義語として使われる。脊椎動物では骨としてよく発達し、カイメンや棘皮動物では骨片として体内に散在する。また、節足動物は原則として外骨格の他にある程度の内骨格も兼ね備え、イカなど平滑筋が運動器官を構成するものも内骨格を持つ場合がある。

## 運動器官としての内骨格

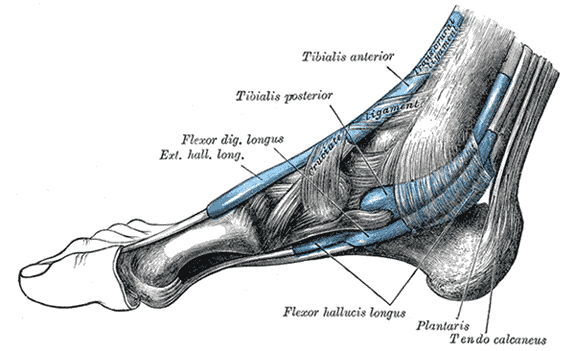
人の足の腱と骨

内骨格は骨格筋の付着点の役割もしている。関節の屈伸運動の際は、関節の骨格末端部に近いほうに付着する屈筋と基部に近いほうに付着する伸筋を伸縮させる。回転運動の際は二本の平行した骨と関節に付着する回転筋をそれぞれ交互に伸縮させる。
運動させる時、関節や回転軸から筋肉の付着点が遠ければ遠いほど効率がよく機動性の高い運動ができるが、内骨格生物は外骨格生物より付着点を遠くにおくことができるため外骨格生物より有利である。

## 支持・保護器官としての内骨格
外骨格は外部環境から生体を保護する役割をしているが、内骨格の骨は専ら支持の役割をしており、保護の役割は皮膚などの器官に譲っている。
前述のように回転運動のためには二本の平行した骨を置かなければならない。人の脛や前腕はこの構造になっており足首を回すことができるが、ゾウなどの大型動物ではまず体重を支えることを優先させなければならないために、骨を太くする代わりに回転機構は採用していない。外骨格と比べ内骨格は支持性能と運動性能のどちらかがよくなる。